# Trương Lập Ngang
Marcus Trương Lập Ngang (sinh ngày 28 tháng 5 năm 1983) là một nam ca sĩ, nhạc sĩ, diễn viên và nhà sản xuất video âm nhạc người Đài Loan. Anh nổi tiếng nhờ vai diễn Dương Trạch Vu trong phim điện ảnh Cà phê, đợi và yêu và vai Trương Chấn Luân trong phim Người Thứ Ba.
Lập Ngang là con trai cả trong gia đình. Anh ấy có một em trai. Anh tốt nghiệp Đại học Auckland, chuyên ngành nghệ thuật biểu diễn. Tác phẩm đầu tay của anh là tại một trong những quảng cáo của Dịch vụ tương tác châu Á-Thái Bình Dương. Anh bắt đầu nổi tiếng sau khi tham gia một bộ phim của đạo diễn Kha Cảnh Đằng là phim Cà phê, đợi và yêu.

## Phim đã tham gia

### Phim điện ảnh
| Năm  | Tên phim             | Vai            |               |
| 2014 | Cà Phê, Đợi Và Yêu   | Dương Trạch Vu |               |
| 2017 | Trị Liệu Thi         | Hứa Đức        | phim Malaysia |
| 2018 | Cách Huấn luyện Rồng | Từ Tiêu Nam    |               |
| 2019 | Nina Wu              | Phó Đông       |               |

### Phim truyền hình
| Năm  | Tên phim                            | Vai                             |                    |
| 2015 | Người Thứ Ba                        | Trương Chấn Luân                | Vai phụ            |
| 2016 | Trở về 1989                         | Trần Triệt                      | Vai chính          |
| 2016 | Phía Sau Nụ Cười/ Nụ Cười Của Faust | Triệu Dĩ Đình                   | Vai chính          |
| 2018 | Between                             | Lạc Thừa Khải                   | Vai chính          |
| 2019 | Thế Giới Livetream Điên Cuồng       | Roy                             | Khách mời đặc biệt |
| 2020 | Thua lãng mạn vào tay em            | Hạ Thiên Hành/ Tư Đồ Ngạo Nhiên | Vai chính          |

## Sản phẩm âm nhạc

### Bài hát gốc
| Năm  | Tên bài hát                          | Hát                         | Sáng tác                       | Lời bài hát      | Ghi chú                   |
| ---- | ------------------------------------ | --------------------------- | ------------------------------ | ---------------- | ------------------------- |
| 2011 | When it comes to you                 | Trương Lập Ngang            | Trương Lập Ngang               | Trương Lập Ngang | nhạc phim真愛配方         |
| 2011 | Anh Sẽ Ở Đó (I'll Be There)          | Trương Lập Ngang            | Trương Lập Ngang               | Trương Lập Ngang |                           |
| 2012 | Đừng Để Anh Biết (Don't let me know) | Trương Lập Ngang            | Trương Lập Ngang               | Trương Lập Ngang |                           |
| 2012 | Hiệu Ứng Dây Chuyền                  | Trương Lập Ngang            | Trương Lập Ngang               | Trương Lập Ngang |                           |
| 2014 | Tình Yêu Thuần Khiết                 | Ngô Dũng Tân                | Trương Lập Ngang               | Trương Lập Ngang |                           |
| 2018 | Cô Gái Bánh Sandwich                 | Giang Mỹ Kỳ                 | Trương Lập Ngang               | Thiên Lạc        | nhạc phim三明治女孩的逆襲 |
| 2018 | Vẫn Yêu Em (Still Love You)          | Trương Lập Ngang            | Trương Lập Ngang               | Trương Lập Ngang | nhạc phim三明治女孩的逆襲 |
| 2018 | Sao Trời Tả Hữu                      | Trương Lập Ngang            | Trương Lập Ngang               | Trương Lập Ngang | nhạc phim三明治女孩的逆襲 |
| 2018 | Giữa Chúng Ta (between us)           | Trương Lập Ngang & Tử Hoành | Trương Lập Ngang               | Trương Lập Ngang | nhạc phim三明治女孩的逆襲 |
| 2018 | Câu Lạc Bộ Khởi Hành                 | Trương Lập Ngang            | Trương Lập Ngang               | Trương Lập Ngang |                           |
| 2019 | Điện Tâm Đồ Cảm Ứng                  | Trương Lập Ngang            | Trương Lập Ngang & Andrew Page | Trương Lập Ngang |                           |